# Melich János
Melich János (Szarvas, 1872. szeptember 16. – Budapest, 1963. november 20.) magyar nyelvész,  a nyelvtörténeti kutatások egyik legjelentősebb képviselője, szlavista, egyetemi tanár, akadémikus, 1919–1922 között az Országos Széchényi Könyvtár igazgatója, a Magyar Tudományos Akadémia tagja, 1952-től a nyelvészeti tudományok doktora.

## Élete és munkássága
Melich Márton szlovák földműves és Molnár Judit fiaként evangélikus családban született. Tíz testvére közül hatot neveltek fel szülei. A családban szlovák anyanyelvük mellett a magyart is jól megtanulták, de Melich később, már nyelvészprofesszorként is, szlovákul beszélt édesanyjával.
A szarvasi elemi iskolában Melich volt a legjobb tanuló. Tanárai tanácsára íratták be 1883-ban a szarvasi evangélikus gimnáziumba, ahol nagy hatással volt rá magyartanára, Zsilinszky Endre, Bajcsy-Zsilinszky Endre édesapja. A harmadik osztály végén megjutalmazták, mert a szlovák fiúk közül ő tudott legjobban magyarul. Melich nagyon önérzetes volt, a hatodik osztály végeztével, a késmárki líceumban folytatta tanulmányait, mivel szerinte az egyik tanára igaztalanul megbántotta.
A középiskola befejezése után egyetemi tanulmányait Kolozsváron és Bécsben folytatta. 1895-ben szerzett bölcsészdoktori oklevelet a Budapesti Egyetemen.
1897–1898 nyarán a hazai kolostori könyvtárakban végzett kutatásokat, ekkor találta a Gyöngyösi glossák-at. 1898-ban megbízást kapott (Ortvay Tivadarral és Zolnai Gyulával) Magyarország helységneveinek rendszerezésére, hiszen eddig nem volt a helységeknek hivatalos neve, a kb. 18 ezer település nevei között sok volt az egyforma. Melich a felvidéki településekkel foglalkozott. Ezek a munkálatok 1912-ig folytak. 1899. március–június között tanulmányutat tett Oroszországban nyelvészeti ismereteinek gyarapítása céljából, ekkor megfordult Varsóban, Pétervárott, Moszkvában, Kijevben, Finnországban, Helsinkiben is.
1896 júliusától a Magyar Nemzeti Múzeum könyvtárának lett tisztviselője. 1919 októberében a vallás- és közoktatási miniszter az Országos Széchényi Könyvtár vezetői teendőivel bízta meg. Erről – egyetemi tanári kinevezése miatt – 1922-ben mondott le.
1900 nyarán két hetet Vas vármegyében töltött, a magyarországi szlovének nyelvhasználatának (vend nyelv) és irodalmának tanulmányozása céljából, de rajta kívül más nyelveket is, így a horvát nyelvet is elemezte. Ezzel kapcsolatban azonban sok tévedése és pontatlansága volt, pl. szlovén és szlovák szerzőket kevert össze.
1901. február–március hónapban nyelvészeti ismereteinek gyarapítása céljából a lipcsei egyetemre küldték, ahol August Leskien szláv előadásait hallgatta. Később tagja lett a lengyel–magyar kapcsolatok ápolását célul tűző Magyar Mickiewicz Társaságnak.
1901-ben nyerte el egyetemi magántanári képesítését. 1911-től a budapesti egyetem szláv filológiai tanszékén tanított. 1921–1941 között a szláv tanszék vezetője volt, de magyar és szláv előadásokat egyaránt tartott. 1935–1936-ban a bölcsészettudományi kar dékánja. Egyetemi állásáról 1941-ben lemondott, utódja Kniezsa István lett.
A Magyar Tudományos Akadémia 1902-ben, harminc éves korában választotta levelező tagjai közé. Rendes tag 1920-ban lett. 1933–1946-ig igazgató tag, 1935–1943-ig a Nyelv- és Széptudományi Osztály elnöke. 1943-tól az MTA főkönyvtárnoki tisztét látta el 1948-ig. Nagy szerepe volt mind a könyvtár modernizálásában, mind a háború idején a könyvtár anyagának mentésében. Politikai okokból 1949. október 31-én az MTA a rendes tagok közül kizárta, és szavazati joggal nem rendelkező tanácskozó taggá minősítette vissza. 1989-ben posztumusz rehabilitálták.
Munkásságát számos díjjal, tagsággal ismerték el. Több külföldi akadémia választotta tagjai sorába, 1930-ban Corvin-koszorúval, 1939-ben Corvin-lánccal tüntették ki, szülővárosa, Szarvas 1939-ben díszpolgárrá választotta, utcát is neveztek el róla.
1952-ben a Tudományos Minősítő Bizottság a nyelvészeti tudományok doktorává nyilvánította.
A Magyar Nyelvtudományi Társaságnak az alapítás (1904) óta választmányi tagja volt, 1915-ben titkárrá, 1922-ben alelnökké választották. 1915–1942-ig részt vett a Társaság folyóiratának, a Magyar Nyelvnek a szerkesztésében.
1963. november 20-án, 91 éves korában  Budapesten érte a halál. Hamvait később szülővárosába, Szarvasra szállították. Hatalmas könyvtára Debrecenbe került, az egyetem szlavisztikai intézetébe, ahol „Melich-könyvtár” néven együtt tartva használható.

## Munkássága
Tudományos munkássága során számos új munkaterületet vont be a kutatásba, új módszertani iskolát teremtett; problémafelvetései egész sor kutató témaválasztását befolyásolták. Publikációinak száma meghaladja az 1100-at.
A nyelvtörténet minden területét vizsgálta, a mondattant kivéve. Kutatási alapelvéből – „vissza a forrásokhoz” – következően több korai szótárat és szójegyzéket tett közzé (Gyöngyösi Szótártöredék, Brassói Szótártöredék, Szikszai Fabricius 1590. évi szójegyzéke, Calepinus szótár 1585 stb.), a Gyöngyösi és a Melich-glosszák pedig az ő felfedezései.  
Hazai elindítója volt a névtudomány tudományos szintre emelésének – személynevek és helynevek vonatkozásában egyaránt. A helynevekkel való foglalkozást több szempontból is kiemelt kutatási területnek tartotta: felismerte jelentőségüket a hang- és alaktörténeti kutatások számára, valamint fontosságukat a településtörténet szempontjából. Legjelentősebb névtudományi művében, „A honfoglaláskori Magyarország”-ban hangtani ismérvek alapján próbálta tisztázni, hogy a Kárpát-medencébe érkező honfoglalók milyen nyelven beszélő lakosokat találtak itt.  
A korai emlékekkel, az oklevelek szórványaival való foglalkozás egyaránt elvezette helyesírástörténeti kérdések vizsgálatához, valamint a korai idők hangtani és alaktani kérdéseinek tárgyalásához. Idevágó munkái döntőek a modern magyar hangtörténet alapvetésében.  Ha a kutatás egyes problémákra nézve ma már más állásponton van is, Melich ötletességgel párosuló szigorú módszerességének eredményei elvitathatatlanok.  
A szókincs kutatása egyetemista korától kezdve egész pályáját végigkísérte. Kiemelten vizsgálta a német és a szláv jövevényszavakat (előbbit már doktori értekezésében), de foglalkozott a magyar nyelv francia, oszét és latin eredetű szókészletének kérdéseivel is. Szláv jövevényszavaink c. műve a szlavisztika és a szókincskutatás történetében egyaránt fordulópontot jelentett. Ebben – Európában úttörő módon – szóföldrajzi szempontokat is figyelembe véve elsőként határolta el egymástól a magyarba került, addig egységesnek tekintett szláv átvételek rétegeit (bolgár-szláv, szerb, horvát, szlovák, cseh, lengyel, orosz stb.). Ez a műve a nyelvatlaszok előfutárának is tekinthető. A fordított irányú átvételt, a szomszédos szláv nyelvekre gyakorolt magyar hatást is vizsgálta. 
Torzóban maradt nagy jelentőségű műve az 1914 és 1944 között megjelent, 1935-ig  Gombocz Zoltánnal együtt szerkesztett Magyar Etymologiai Szótár, amely a g-betűs szavak közepén szakadt meg. A szótár egyedülálló erénye a lehető legnagyobb teljességre való törekvés, de ez – Gombocz Zoltán halála mellett – egyben a mű befejezetlenségének is egyik okává vált.
Melich munkásságának fő jelentősége az új problémák felvetése, új forrásanyag felhasználása és új módszerek alkalmazása. Az ún. budapesti nyelvészeti iskola meghatározó személyisége volt. Eredményei sokszor idéztek elő tudományos vitát, amelyekben ő erős vitakészséggel vett részt, de esetenként – korábbi nézeteit felülbírálva – önbírálatra is kész volt.
Kutatói habitusa egyetemi előadásaiban is megmutatkozott: inkább a problémamegoldásra, a módszerre irányította a figyelmet, kevésbé az eredményekre.

## Díjak, kitüntetések
- Corvin-koszorú (1931),
- Corvin-lánc (1939),
- Magyar Polgári Érdemrend Középkeresztje, Szarvas Nagyközség díszpolgára (1939),
- Munka Vörös Zászló Érdemrend (1957)

## Szakmai szervezeti tagságok
- Magyar Nyelvtudományi Társaság: választmányi tag az 1904-es megalakuláskor, 1915-től titkár, 1922-től alelnök.
- Magyar Mickiewicz Társaság[3]

## Külföldi tudományos tagságok
- Finnugor Társaság (Helsinki) 1913
- Porosz Tudományos Akadémia (Berlin)
- Lengyel Tudományos Akadémia (Krakkó)
- Bolgár Tudományos Akadémia (Szófia)
- Észt Tudományos Társaság (Tartu)[5]

## Folyóirat-szerkesztések
- Magyar Nyelv, 1915–1942.

## Főbb művei
- Deutsche Ortsnamen und Lehnwörter des ungarischen Sprachschatzes (Victor Lumtzerrel, Innsbruck, 1900)
- Szláv jövevényszavaink (Budapest, 1903, az MTA nagyjutalmát kapta érte)
- Szláv jövevényszavaink. I. 1. Az óbolgár nyelvemlékek szókészlete és a magyar nyelv szláv jövevényszavai. Budapest, 1903. I. 2. A magyar nyelv keresztény terminológiája. Budapest, 1905. (Az MTA nagyjutalmát kapta érte.)
- Szikszai Fabricius Balázs latin-magyar szójegyzéke 1590-ből. Budapest, 1906.
- A magyar szótárirodalom I. A legrégibb szójegyzékektől P. Páriz szótáráig. Budapest, 1907.
- Az „Orthographia Vngarica” és a magyar helyesírás. A Magyar Nyelvtudományi Társaság kiadványai. Budapest, 1908.
- Nyelvünk szláv jövevényszavai. A Magyar Nyelvtudományi Társaság kiadványai. Budapest, 1910.
- A két legrégibb magyar nyelvű nyomtatvány. I. Hegendorf–Sylvester: Rudimenta  grammatices Donati. Cracoviae 1527. II.  Heyden–Sylvester: Puerilium colloq. formulae. Adalék Sylvester János működéséhez. Budapest 1912.
- Keresztneveinkről. A Magyar Nyelvtudományi Társaság kiadványai. Budapest, 1914.
- Nem-magyar keresztnevek jegyzéke (Bp., 1914)
- Magyar Etymológiai Szótár [Gombocz Zoltánnal közösen] I. kötet I–X. füzet, II. kötet XI–XVII. füzet. Budapest, 1914–1944. (Mindketten az MTA nagyjutalmát kapták érte 1921-ben.)
- A honfoglaláskori Magyarország A Magyar Tudományos Akadémia. Budapest, 1925. (Az MTA nagyjutalmát kapta érte.)
- Latin jövevényszavaink végződésének alakulásmódjáról. A Magyar Nyelvtudományi Társaság kiadványai. Budapest 1940.
- Magyar Etymológiai Szótár (I–XVI. füz., I–II. kötet, A–geburnus szócikk, Gombocz Zoltánnal, Bp., 1914–1944. mindketten az MTA nagyjutalmát kapták érte 1921-ben)
- Dolgozatok I. és Dolgozatok II. Nyelvtudományi Értekezések. Budapest 1957. és 1963.

## További művei
- A gyöngyösi latin-magyar szótár töredék. Magyar Tudományos Akadémia, Budapest, 1898
- Melyik nyelvjárásból valók a magyar nyelv régi német jövevényszavai? Értekezések a nyelv- és széptudományok köréből (17. 4). Magyar Tudományos Akadémia, Budapest, 1900
- A brassói latin-magyar szótár-töredék. Értekezések a nyelv- és széptudományok köréből (19. 4). Magyar Tudományos Akadémia, Budapest, 1905
- Révai Miklós nyelvtudománya. Értekezések a nyelv- és széptudományok köréből (20. 4). Magyar Tudományos Akadémia, Budapest, 1908
- Calepinus latin-magyar szótára 1585-ből, Budapest, 1912
- A magyar tárgyas igeragozás : alaktani fejtegetés. A Magyar Nyelvtudományi Társaság kiadványai (14). Hornyánszky, Budapest, 1914
- Latinbetűs helyesírásunk eredete. Értekezések a nyelv- és széptudományok köréből (25. 4). Magyar Tudományos Akadémia, Budapest, 1934